# サイロン
サイロン (Cylon) は、SFテレビドラマ『宇宙空母ギャラクティカ』に登場する架空のキャラクター。
蔑称として人間側はトースターなどと呼んでいる。
第一次サイロン戦争後は人間とは別の宇宙域にいたとされていたが実際には休戦ライン付近にも姿を現していた。人間型サイロンはsexをすると脊髄が赤く光る機体が存在する。また第二の地球に住む見かけの上での人間「地球人」はサイロンと人間のハーフだということが判明している。
その起源には大きく分けてオリジナルシリーズとリ＝イマジニングシリーズの二つの間に違いがある。

## オリジナルシリーズ
爬虫類型異星人が作った機械生命体だが反乱を起こして創造主を絶滅させたとされている。エピソードによっては、機械ではない指導者も登場している。無機的な思考を持つが中世ヨーロッパのような儀礼を行うこともある。兵士（センチュリオン）ではないサイロンも登場する。オビオン人はサイロンに服属している。

### 主なサイロン
- ルシファー - サイロン上層部がバルター伯爵の副官・助手として派遣したILシリーズ型のサイロン。センチュリオンとはデザインが大きく異なる。
- アンドロマス - 新宇宙空母ギャラクティカに登場する人間型サイロン。

## リ＝イマジニングシリーズ
GALACTICA/ギャラクティカでは人間が開発したロボット・人工知能とされている。

### 人間型サイロン
- ナンバー6
- キャヴィル - ナンバー1
- レオベン・コノイ - ナンバー2
- ディアナ・ビアース - ナンバー3
- サイモン - ナンバー4
- アーロン・ドラル ナンバー5
- シャロン・バレリー - ナンバー8
- ダニエル - ナンバー7（欠番）

ファイナル・ファイブ
- ソウル・タイ
- サミュエル・アンダース
- ガレン・チロル
- トリー・フォスター
- エレン・タイ

## サイロンの戦艦、戦闘機、歩兵
- サイロン・レイダー - リ=イマジニングシリーズでは自我を持った一体型のタイプ、中にセンチュリオンが三体乗り込み操縦するタイプ(ちなみに一体がリーダー的な役割をこなしており英語で会話する)が登場している。
- サイロン・ヘビー・レイダー - 上記レイダー戦闘機の強襲攻撃・輸送機バージョン。強力な武装と装甲を有し、センチュリオンを複数輸送することもできる。
- サイロン・ガーディアン - サイロン・レイダー以前にベーススターを守っていた戦闘機。現在はそのほとんどが廃棄されている。外観は上記のセンチュリオンが乗り込むタイプと同型。
- サイロン・ベーススター - サイロンの母艦。サイロン・レイダーを格納しているとともに大量の核ミサイルを装備している。
- サイロン・センチュリオン - サイロンの歩兵。両腕に重火器を装備している。